# Precinct

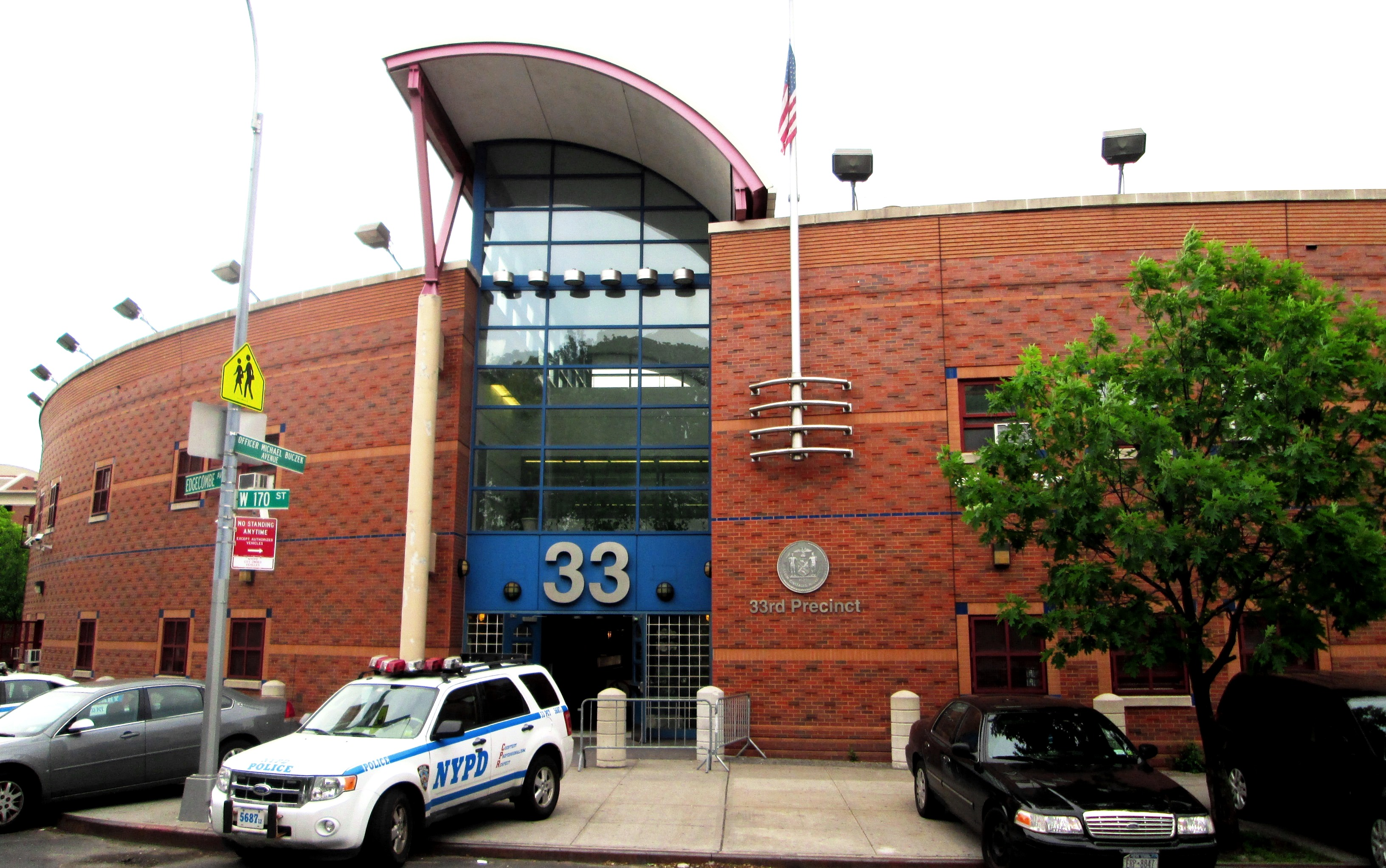
Le 33e precinct du New York City Police Department, 2207 Amsterdam Avenue à Manhattan.

Aux États-Unis, un precinct est une division de département de police dans certaines grandes villes américaines : par exemple, la police de New York est organisée en 77 precincts. Un precinct est également une division électorale : dans l'État de l'Illinois, 17 comtés sont divisés en 261 precincts. Au XIXe siècle, certains des wards de Londres étaient divisés en precincts.

## Généralités
En anglais, « precinct » désigne un espace clos par des murs, des marches ou d'autres limites d'un lieu ou d'un bâtiment particulier, ou bien par une ligne arbitraire et imaginaire dessinée autour de cet espace. En français, il correspond à une enceinte, un espace clos, ou encore si c'est un espace ouvert (issu du parvis  en architecture d'église) un lieu de rassemblement pour bâtiments (modernes).

## Police américaine
Un precinct désigne le secteur mais aussi le service de police de différentes villes américaines : 
- Le New York City Police Department est organisé en 77 precincts[1].
- Boston Police Department
- Portland Police Bureau (en), service de police de la ville de Portland dans l'Oregon : il est divisé en trois precincts (Nord, Est et Centre)[2], eux-mêmes divisés en vingt districts[3].
- Seattle Police Department (en)
- Buffalo Police Department (New York) (en)
- Detroit Police Department
- Chicago Police Department
- Département de la Police du comté de Suffolk (en) (État de New York)
- Département de la Police du comté de Nassau (en) (État de New York)

## Division électorale

Carte de l'Illinois, représentant, en bleu, les comtés divisés en precinct.

Le precinct est généralement la division gouvernementale de niveau le plus bas aux États-Unis et, dans ce contexte, est également connu dans certains endroits comme une circonscription électorale. L'United States Census utilise plutôt les termes districts de votes, en anglais : Voting Districts.
Les precincts n'ont généralement pas d'autorités gouvernementales distinctes, mais dans certains États, comme l'Ohio, le Texas, les électeurs d'un precinct peuvent, par initiative ou par référendum, voter des lois sur le contrôle de l'alcool qui seront applicables uniquement dans le precinct, appelés élections à options locales (en) (en anglais : local option elections). Afin d'organiser les élections, l'entité, que ce soit le comté ou le township, est généralement divisée en precincts auxquels correspondent spécifiquement les adresses. Chaque precinct a un lieu précis où ses résidents vont voter. Parfois, plusieurs circonscriptions utilisent le même bureau de vote.
Une enquête menée en 2004 par la commission d'assistance électorale des États-Unis (en) a révélé que la taille moyenne des circonscriptions aux États-Unis était d'environ 1 100 électeurs inscrits. Le Kansas avait la taille moyenne la plus petite avec 437 électeurs par circonscription, tandis que le district de Columbia avait la taille moyenne la plus élevée avec 2 704 électeurs par circonscription.

### Illinois
Article détaillé : Liste des precincts de l'Illinois

Sur les 102 comtés de l'État de l'Illinois, 17 sont divisés en precincts, formant 11 284 precincts.

### Londres

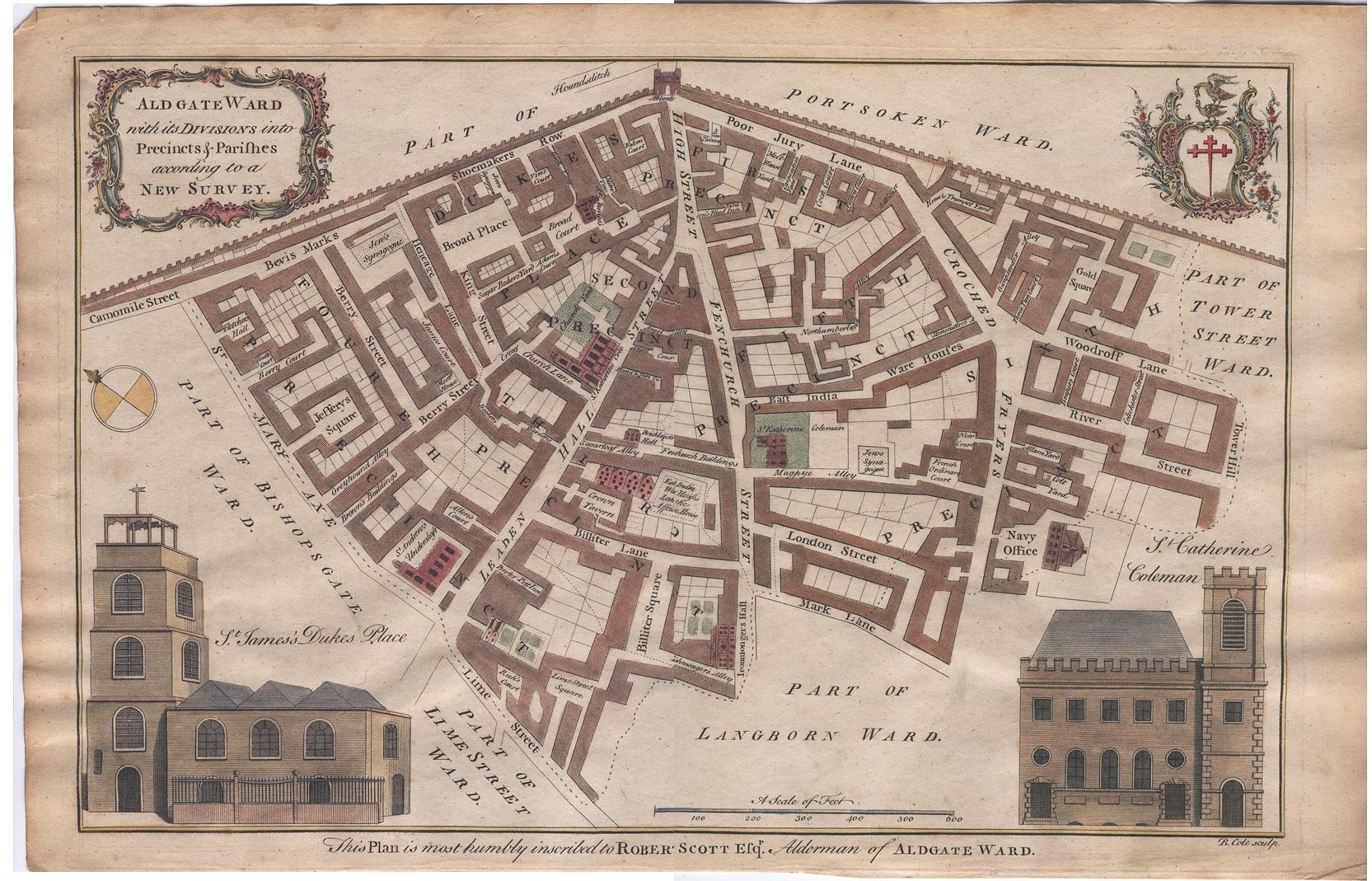
Carte de 1754 du ward d'Aldgate à Londres, représentant les divisions dont les precincts.

Durant les années 1800, les Wards de la Cité de Londres étaient historiquement subdivisés en precincts, en tant que circonscriptions électorales. La ville de Londres en comptait 228, mesurant approximativement 1,2 ha. Ces precincts ont été supprimés.

## Autres

### Logements
À Singapour, un precinct désigne des logements sociaux formant une communauté. Ailleurs cela peut désigner une résidence sécurisée fermée.

### Zones marchandes
Dans un certain nombre de pays anglophones, tels que le Royaume-Uni, l' Australie et la Nouvelle-Zélande, un centre commercial peut également être appelé sous le nom de retail precinct ou shopping precinct, qui se réfère à un espace public fermé avec des magasins ou des grands magasins. 
Une zone piétonne ou le quartier d'une ville est parfois appelée pedestrian precinct.

### Zones portuaires et aéroportuaires administrées, cités administratives, bureaux
Dans un certain nombre de pays tels que le Royaume-Uni, le Canada, le precinct peut être une zone portuaire  intermodale placée sous autorité administrative dans une enceinte (port precinct) ou bien une zone aéroportuaire (airport precinct). Les zones entourant les ports (Wharf) ont été des zones de chalandise pour les marins et sont devenues des zones pour les piétons.

Le precinct peut être une Cité administrative (parliamentary precinct).

## Sources de la traduction
- (en)/(en) Cet article est partiellement ou en totalité issu des articles intitulés en anglais « Precinct » (voir la liste des auteurs),  « Police precinct » (voir la liste des auteurs) et en anglais « List of precincts in Illinois » (voir la liste des auteurs).